# 천문군
천문군(天門郡)은 오나라 시대에 설치된 중국의 옛 군으로 지금의 창더 시 북부 지역을 관할했다.
263년(오 경제 영안 6년), 무릉군의 영양현, 누중현, 충현이 천문군으로 분리되었다. 이후 283년(서진 무제 태강 4년)에 예양현, 임예현이 신설되었다. 서진 시기에는 5현, 3,100호를 거느렸다. 유송 시대에는 4현, 3,195호를 통치했다. 수나라 시대에 예양군이 신설되면서 폐지되었다.
| 현명   | 한자   | 대략적 위치            | 현급(유송)       | 비고              |
| ------ | ------ | ---------------------- | ---------------- | ----------------- |
| 영양현 | 零陽縣 | 장자제 시 츠리 현 동북 | 현령(縣令)       |                   |
| 누중현 | 漊中縣 | 장자제 시 츠리 현 서   | 현령(縣令)       |                   |
| 충현   | 充縣   | 장자제 시 쌍즈 현      | 후에 폐지되었다. | 후에 폐지되었다.  |
| 임례현 | 臨澧縣 | 창더 시 린리 현        | 현령(縣令)       | 283년 신설되었다. |
| 예양현 | 澧陽縣 | 창더 시 스먼 현        | 현령(縣令)       | 283년 신설되었다. |